# Hacker-Pschorr
Hacker-Pschorr är ett tyskt bryggeri, grundat genom sammanslagningen av två bryggerier; Hacker och Pschorr. Hacker grundades 1417, det vill säga nästan 100 år före instiftandet av de tyska renhetslagarna 1516. Hacker-Pschorr är ett av sex bryggerier som har eget öltält under Oktoberfest i München.

## Historik
I slutet av 1700-talet köpte Joseph Pschorr bryggeriet Hacker av sin svärfar, samtidigt som han startade upp ett bryggeri i sitt eget namn. Efter Joseph Pschorrs död delades bryggerierna upp mellan hans söner, för att år 1972 slås samman till Hacker-Pschorr. År 1985 gick Hacker-Pschorr upp i Paulaner Group.

## Ölsorter
Hacker-Pschorr saluför 14 olika ölsorter, varav några endast är tillgängliga under delar av året. Hacker-Pschorr Weisse anges vara bryggeriets "flaggskepp". Utöver försäljning i Tyskland utgörs bolagets kärnmarknader huvudsakligen av Italien, Österrike, USA och Kanada.

### Ölsorter i Tyskland

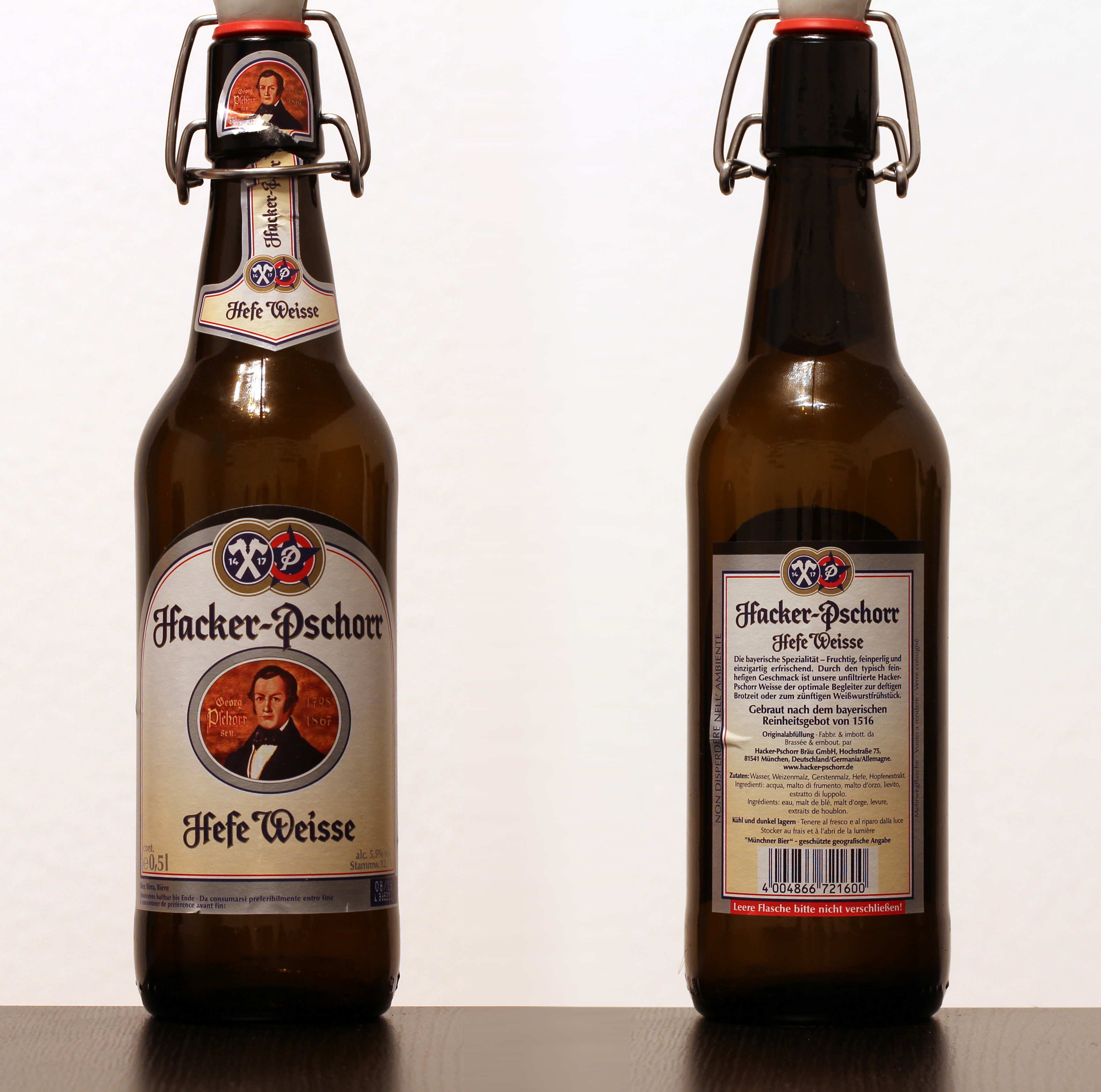
Hacker-Pschorr Weisse

### Ölsorter i Tyskland[5]
- Oktoberfest Märzen
- Hefe Weisse
- Münchner Hell
- Oktoberfestbier
- Dunkle Weisse
- Münchner Dunkel
- Superior
- Leichte Weisse
- Münchner Radler
- Animator
- Münchner Gold
- Münchner Kellerbier
- Sternweisse
- Münchner Alkoholfrei

### Hacker-Pschorr i Sverige
Öl från Hacker-Pschorr saluförs inte av Systembolaget på grund av att buteljernas keramikkork gör produkten svår att källsortera. Däremot säljs Paulaner, som är en del av samma sortiment som Hacker-Pschorr.